# Saint-Benoît-du-Sault

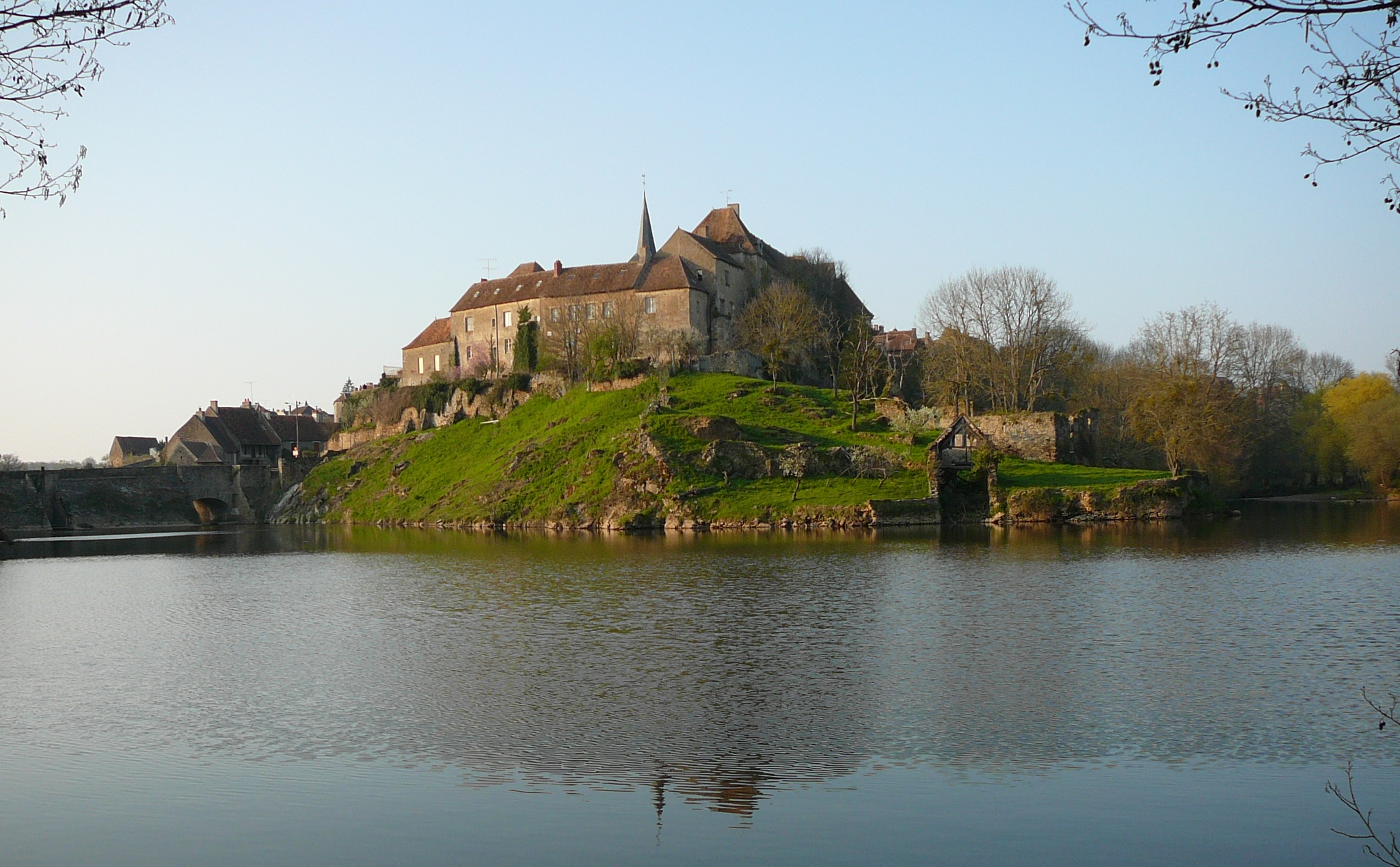
Panorámica de la comuna

Saint-Benoît-du-Sault (en lengua occitana Sent Benet de Saul es una comuna francesa del sur del departamento del Indre en la región del Centro y dentro del espacio natural del Boischaut Sur.

## Historia
La comuna fue fundada por una comunidad de monjes benedictinos separados de la abadía de Fleury en Saint-Benoît-sur-Loire. Durante los siglos XV y XVI estuvo bajo control de los vizcondes de Brosse y de esta época data buena parte de su patrimonio arquitectónico que le vale estar inscrita en la lista de Les plus beaux villages de France.
Durante la Revolución francesa y siguiendo el decreto de la Convención del 25 de vendimiario del Año II se eliminó la referencia religiosa de su nombre cambiándolo por el de Mont-du-Sault volviendo después al original.

## Demografía
| 699 | 822 | 864 | 836 | 856 | 766 |
| Para los censos de 1962 a 1999 la población legal corresponde a la población sin duplicidades (Fuente: INSEE [Consultar]) |     |     |     |     |     |